# オリンピックの馬術競技・メダリスト一覧
オリンピックの馬術競技・メダリスト一覧（オリンピックのばじゅつきょうぎ・メダリストいちらん）は、1900年から2020年までのオリンピック馬術競技におけるメダリストの一覧である。

## 現行種目

### 馬場馬術個人
| 大会名                | 金                                                    | 銀                                                               | 銅                                                                 |
| --------------------- | ----------------------------------------------------- | ---------------------------------------------------------------- | ------------------------------------------------------------------ |
| 1912 ストックホルム   | カール・ボンデ スウェーデン (SWE)                     | グスタフ・アドルフ・ボルテンシュテルン,シニア スウェーデン (SWE) | ハンス・フォン・ブリクセン=フィネッケ スウェーデン (SWE)           |
| 1920 アントワープ     | ジャンヌ・ルンドブラッド スウェーデン (SWE)           | ベルティル・サンドストレーム スウェーデン (SWE)                  | ハンス・フォン・ロッセン スウェーデン (SWE)                        |
| 1924 パリ             | エルンスト・リンデル スウェーデン (SWE)               | ベルティル・サンドストレーム スウェーデン (SWE)                  | グザヴィエ・ルサージュ フランス (FRA)                              |
| 1928 アムステルダム   | カール・フリードリッヒ・ファン・ランゲン ドイツ (GER) | シャルル・マリオン フランス (FRA)                                | ラグナル・オールソン スウェーデン (SWE)                            |
| 1932 ロサンゼルス     | グザヴィエ・ルサージュ フランス (FRA)                 | シャルル・マリオン フランス (FRA)                                | ヒラム・タトル アメリカ合衆国 (USA)                                |
| 1936 ベルリン         | ハインツ・ポライ ドイツ (GER)                         | フリードリッヒ・ゲルハルト ドイツ (GER)                          | アロイス・ポドハスキー オーストリア (AUT)                          |
| 1948 ロンドン         | ハンス・モーゼル スイス (SUI)                         | アンドレ・ジュソーム フランス (FRA)                              | グスタフ・アドルフ・ボルテンシュテルン,ジュニア スウェーデン (SWE) |
| 1952 ヘルシンキ       | ヘンリー・サン・シール スウェーデン (SWE)             | リズ・ハーテル デンマーク (DEN)                                  | アンドレ・ジュソーム フランス (FRA)                                |
| 1956 メルボルン       | ヘンリー・サン・シール スウェーデン (SWE)             | リズ・ハーテル デンマーク (DEN)                                  | リゼロット・リンゼンホッフ 東西統一ドイツ (EUA)                    |
| 1960 ローマ           | セルゲイ・フィラトフ ソビエト連邦 (URS)               | グスタフ・フィッシャー スイス (SUI)                              | ヨーゼフ・ネッケルマン 東西統一ドイツ (EUA)                        |
| 1964 東京             | アンリ・シャマルタン スイス (SUI)                     | ハリー・ボルト 東西統一ドイツ (EUA)                              | セルゲイ・フィラトフ ソビエト連邦 (URS)                            |
| 1968 メキシコシティ   | イワン・キジモフ ソビエト連邦 (URS)                   | ヨーゼフ・ネッケルマン 西ドイツ (FRG)                            | ライナー・クリンケ 西ドイツ (FRG)                                  |
| 1972 ミュンヘン       | リゼロット・リンゼンホッフ 西ドイツ (FRG)             | エレーナ・ペチュシュコワ ソビエト連邦 (URS)                      | ヨーゼフ・ネッケルマン 西ドイツ (FRG)                              |
| 1976 モントリオール   | クリスティーネ・シュトゥッケルベルガー スイス (SUI)   | ハリー・ボルト 西ドイツ (FRG)                                    | ライナー・クリンケ 西ドイツ (FRG)                                  |
| 1980 モスクワ         | エリザベート・テウラー オーストリア (AUT)             | ユーリ・コフショフ ソビエト連邦 (URS)                            | ビクトール・ウグルモフ ソビエト連邦 (URS)                          |
| 1984 ロサンゼルス     | ライナー・クリンケ 西ドイツ (FRG)                     | アンネ・イェンセン デンマーク (DEN)                              | オットー・ホーファー スイス (SUI)                                  |
| 1988 ソウル           | ニコル・ウプホフ 西ドイツ (FRG)                       | マルギット・オットー・クレパン フランス (FRA)                    | クリスティーネ・シュトゥッケルベルガー スイス (SUI)                |
| 1992 バルセロナ       | ニコル・ウプホフ ドイツ (GER)                         | イザベル・ベルト ドイツ (GER)                                    | クラウス・バルケノール ドイツ (GER)                                |
| 1996 アトランタ       | イザベル・ベルト ドイツ (GER)                         | アンキー・ヴァン・グルンスヴェン オランダ (NED)                  | スベン・ローテンベルガー オランダ (NED)                            |
| 2000 シドニー         | アンキー・ヴァン・グルンスヴェン オランダ (NED)       | イザベル・ベルト ドイツ (GER)                                    | ウラ・ザルツゲベー ドイツ (GER)                                    |
| 2004 アテネ           | アンキー・ヴァン・グルンスヴェン オランダ (NED)       | ウラ・ザルツゲベー ドイツ (GER)                                  | ベアトリス・フェレル＝サラト スペイン (ESP)                        |
| 2008 北京             | アンキー・ヴァン・グルンスヴェン オランダ (NED)       | イザベル・ベルト ドイツ (GER)                                    | ハイケ・ケンマー ドイツ (GER)                                      |
| 2012 ロンドン         | シャーロト・ドュジャーデーン イギリス (GBR)           | アデリンデ・コルネリセン オランダ (NED)                          | ローラ・ベクトルシェイマー イギリス (GBR)                          |
| 2016 リオデジャネイロ | シャーロト・ドュジャーデーン イギリス (GBR)           | イザベル・ワース ドイツ (GER)                                    | クリスティナ・シュピーレ ドイツ (GER)                              |
| 2020 東京             | イェシカ・フォン・ブレドフ＝ヴァーンドル ドイツ (GER) | イザベル・ワース ドイツ (GER)                                    | シャーロト・ドュジャーデーン イギリス (GBR)                        |

### 馬場馬術団体
| 大会名                | 金 | 銀 | 銅 |
| --------------------- | --- | --- | --- |
| 1928 アムステルダム   | ドイツ                                                                                                   | スウェーデン | オランダ |
| 1932 ロサンゼルス     | フランス                                                                                                 | スウェーデン | アメリカ合衆国 |
| 1936 ベルリン         | ドイツ                                                                                                   | フランス | スウェーデン |
| 1948 ロンドン         | フランス                                                                                                 | アメリカ合衆国                                                                                                   | ポルトガル |
| 1952 ヘルシンキ       | スウェーデン                                                                                             | スイス | 西ドイツ |
| 1956 メルボルン       | スウェーデン                                                                                             | 東西統一ドイツ                                                                                                   | スイス |
| 1960 ローマ           | 競技不採用                                                                                               | 競技不採用 | 競技不採用 |
| 1964 東京             | 東西統一ドイツ                                                                                           | スイス | ソビエト連邦 |
| 1968 メキシコシティ   | 西ドイツ                                                                                                 | ソビエト連邦 | スイス |
| 1972 ミュンヘン       | ソビエト連邦                                                                                             | 西ドイツ | スウェーデン |
| 1976 モントリオール   | 西ドイツ                                                                                                 | スイス | アメリカ合衆国 |
| 1980 モスクワ         | ソビエト連邦                                                                                             | ブルガリア | ルーマニア |
| 1984 ロサンゼルス     | 西ドイツ                                                                                                 | スイス | スウェーデン |
| 1988 ソウル           | 西ドイツ                                                                                                 | スイス | カナダ |
| 1992 バルセロナ       | ドイツ                                                                                                   | オランダ | アメリカ合衆国 |
| 1996 アトランタ       | ドイツ クラウス・バルケンホール ニコル・ウプホフ モニカ・テオドレスク イザベル・ベルト                   | オランダ ティネケ・バーテルス アンキー・ファンフルンスフェン エレン・ボンチェ アンネマリー・サンダース           | アメリカ合衆国 ロバート・ドーバー キャロル・ラベル シャーロット・ブレダール マイケル・プーリン                          |
| 2000 シドニー         | ドイツ イザベル・ベルト ナディーヌ・カペルマン ウラ・ザルツゲバー アレクサンドラ・シモンズ・デ・リッデル | オランダ エレン・ボンチェ アンキー・ファンフルンスフェン スフェン・ローテンベルガー ホネリーン・ローテンベルガー | アメリカ合衆国 ロバート・ドーバー ミシェル・ギブソン ステフェン・ピータース グンター・シーデル                          |
| 2004 アテネ           | ドイツ ウラ・ザルツゲベー マルティン・シャウト フベルタス・シュミット ハイケ・ケマー                     | スペイン ベアトリス・フェレル＝サラト ラファエル・ソト ファン・アントニオ・ヒメネス イグナチオ・ランブラ         | アメリカ合衆国 デボラ・マクドナルド ロバート・ドーバー ガンター・セイデル リサ・ウィルコックス                          |
| 2008 北京             | ドイツ ハイケ・ケマー ナディーネ・カペルマン イザベル・ベルト                                            | オランダ ハンス・ペーター・ミンデルフート インケ・シェレケンス＝バルテルス アンキー・ヴァン・グルンスヴェン      | デンマーク アンネ・ファン・オルスト ナタリー・ツー・ザイン＝ヴィトゲンシュタイン＝ベルレブルク アナラス・ヘルクストラン |
| 2012 ロンドン         | イギリス カール・ヘスター ローラ・ベクトルシェイマー シャーロト・ドュジャーデーン                        | ドイツ ドロテ・シュナイダー クリスティナ・シュピーレ ヘレン・ランゲハネンベルク                                  | オランダ アンキー・ファンフルンスフェン エドワルト・ハル アデリンデ・コルネリセン                                       |
| 2016 リオデジャネイロ | ドイツ イザベル・ワース ドロテ・シュナイダー クリスティナ・シュピーレ ズンケ・ローテンベルガー           | イギリス カール・ヘスター シャーロット・デュジャディン フィオナ・ビッグウッド スペンサー・ウィルトン             | アメリカ合衆国 ローラ・グレイヴス ステファン・ピーターズ ケイシー・ペリー・グラス アリソン・ブロック                    |
| 2020 東京             | ドイツ (GER) ドロテー・シュナイダー イザベル・ワース イェシカ・フォン・ブレドフ＝ヴァーンドル            | アメリカ合衆国 (USA) エイドリアン・ライル ステファン・ピーターズ サビーン・シュット＝ケリー                      | イギリス (GBR) カール・ヘスター シャーロット・フライ シャーロト・ドュジャーデーン                                       |

### 障害飛越個人
| 大会名                | 金                                                    | 銀                                                    | 銅                                                       |
| --------------------- | ----------------------------------------------------- | ----------------------------------------------------- | -------------------------------------------------------- |
| 1900 パリ             | エメ・ヘーゲマン ベルギー (BEL)                       | ゲオルグ・ヴァン・デル・ポール ベルギー (BEL)         | ルイ・ド・シャンサヴァン フランス (FRA)                  |
| 1904-1908             | 競技不採用                                            | 競技不採用                                            | 競技不採用                                               |
| 1912 ストックホルム   | ジャン・キャリオー フランス (FRA)                     | ラボド・ヴィルヘルム・ヴァン・クロチェル ドイツ (GER) | エマニュエル・ド・ブーマー・ド・ソイエ ベルギー (BEL)    |
| 1920 アントワープ     | トマソ・レッキオ・ディ・アッサバ イタリア (ITA)       | アレサンドロ・ヴァレリオ イタリア (ITA)               | カール=グスタフ・レーヴェンハウプト スウェーデン (SWE)   |
| 1924 パリ             | アルフォンス・ゲムセウス スイス (SUI)                 | トマソ・レッキオ・ディ・アッサバ イタリア (ITA)       | アダム・クロリキーヴィチ ポーランド (POL)                |
| 1928 アムステルダム   | フランチセク・ヴェンチュラ チェコスロバキア (TCH)     | ピエール・ベルトラン・ド・バランダ フランス (FRA)     | シャルリー・クーン スイス (SUI)                          |
| 1932 ロサンゼルス     | 西竹一 日本 (JPN)                                     | ハリー・チェンバレン アメリカ合衆国 (USA)             | クラレンス・フォン・ロッセン,ジュニア スウェーデン (SWE) |
| 1936 ベルリン         | クルト・ハッセ ドイツ (GER)                           | ヘンリー・ラング ルーマニア (ROM)                     | ヨーゼフ・プラッシー ハンガリー (HUN)                    |
| 1948 ロンドン         | フンベルト・マリエス・コルテス メキシコ (MEX)         | ルベン・ウリザ メキシコ (MEX)                         | ジャン・ドルジェ フランス (FRA)                          |
| 1952 ヘルシンキ       | ピエール・ドリオラ フランス (FRA)                     | オスカル・クリスティ チリ (CHI)                       | フリッツ・ティーデマン 西ドイツ (FRG)                    |
| 1956 メルボルン       | ハンス＝ギュンター・ヴィンクラー 東西統一ドイツ (EUA) | レイモンド・ディンツェオ イタリア (ITA)               | ピエロ・ディンツェオ イタリア (ITA)                      |
| 1960 ローマ           | レイモンド・ディンツェオ イタリア (ITA)               | ピエロ・ディンツェオ イタリア (ITA)                   | デビッド・ブルーム イギリス (GBR)                        |
| 1964 東京             | ピエール・ドリオラ フランス (FRA)                     | ヘルマン・シュリード 東西統一ドイツ (EUA)             | ピーター・ロブスン イギリス (GBR)                        |
| 1968 メキシコシティ   | ウィリアム・スタインクラウス アメリカ合衆国 (USA)     | マリオン・コークス イギリス (GBR)                     | デビッド・ブルーム イギリス (GBR)                        |
| 1972 ミュンヘン       | グラツィアーノ・マンチネッリ イタリア (ITA)           | アン・ムーア イギリス (GBR)                           | ニール・シャピロ アメリカ合衆国 (USA)                    |
| 1976 モントリオール   | アルヴィン・ショッケメーレ 西ドイツ (FRG)             | ミシェル・ベイヤンクール カナダ (CAN)                 | フランソワ・マティ ベルギー (BEL)                        |
| 1980 モスクワ         | ヤン・コバルチク ポーランド (POL)                     | ニコライ・コロルコフ ソビエト連邦 (URS)               | ホアキン・ペレス・ヘラス メキシコ (MEX)                  |
| 1984 ロサンゼルス     | ジョセフ・ファーギス アメリカ合衆国 (USA)             | コンラッド・ホムフェルド アメリカ合衆国 (USA)         | ハイディ・ロビアーニ スイス (SUI)                        |
| 1988 ソウル           | ピエール・デュラン フランス (FRA)                     | グレゴリー・ベスト アメリカ合衆国 (USA)               | カルステン・フック 西ドイツ (FRG)                        |
| 1992 バルセロナ       | ルドガー・ベールバウム ドイツ (GER)                   | ピエト・ライマーカーズ オランダ (NED)                 | ノーマン・デロ・ジョイオ アメリカ合衆国 (USA)            |
| 1996 アトランタ       | ウルリヒ・キルヒホフ ドイツ (GER)                     | ウィリー・メリガー スイス (SUI)                       | アレクサンドラ・レデルマン フランス (FRA)                |
| 2000 シドニー         | イェルーン・デュベルダム オランダ (NED)               | アルベルト・フォールン オランダ (NED)                 | ハレド・アル・エイド サウジアラビア (KSA)                |
| 2004 アテネ           | ロドリゴ・ペソア ブラジル (BRA)                       | クリス・カプラー アメリカ合衆国 (USA)                 | マルコ・クッチャー ドイツ (GER)                          |
| 2008 北京             | エリック・ラメーズ カナダ (CAN)                       | ロルフ＝ヨーラン・ベントソン スウェーデン (SWE)       | ビージー・マッデン アメリカ合衆国 (USA)                  |
| 2012 ロンドン         | スティーブ・ゲルダット スイス (SUI)                   | ヘルコ・シュローダー オランダ (NED)                   | キアン・オコナー アイルランド (IRL)                      |
| 2016 リオデジャネイロ | ニック・スケルトン イギリス (GBR)                     | ペダー・フレデリクソン スウェーデン (SWE)             | エリック・ラマーズ カナダ (CAN)                          |
| 2020 東京             | ベン・マー イギリス (GBR)                             | ペデル・フレドリクソン スウェーデン (SWE)             | マイケル・ファン・デル・フルーテン オランダ (NED)        |

### 障害飛越団体
| 大会名                | 金 | 銀 | 銅 |
| --------------------- | --- | --- | --- |
| 1912 ストックホルム   | スウェーデン                                                                                          | フランス                                                                                                 | ドイツ |
| 1920 アントワープ     | スウェーデン                                                                                          | ベルギー                                                                                                 | イタリア |
| 1924 パリ             | スウェーデン                                                                                          | スイス                                                                                                   | ポルトガル |
| 1928 アムステルダム   | スペイン                                                                                              | ポーランド                                                                                               | スウェーデン |
| 1932 ロサンゼルス     | 該当なし（3名完走国なし）                                                                             | 該当なし（3名完走国なし）                                                                                | 該当なし（3名完走国なし） |
| 1936 ベルリン         | ドイツ                                                                                                | オランダ                                                                                                 | ポルトガル |
| 1948 ロンドン         | メキシコ                                                                                              | スペイン                                                                                                 | イギリス |
| 1952 ヘルシンキ       | イギリス                                                                                              | チリ | アメリカ合衆国 |
| 1956 メルボルン       | 東西統一ドイツ                                                                                        | イタリア                                                                                                 | イギリス |
| 1960 ローマ           | 東西統一ドイツ                                                                                        | アメリカ合衆国                                                                                           | イタリア |
| 1964 東京             | 東西統一ドイツ                                                                                        | フランス                                                                                                 | イタリア |
| 1968 メキシコシティ   | カナダ                                                                                                | フランス                                                                                                 | 西ドイツ |
| 1972 ミュンヘン       | 西ドイツ                                                                                              | アメリカ合衆国                                                                                           | イタリア |
| 1976 モントリオール   | フランス                                                                                              | 西ドイツ                                                                                                 | ベルギー |
| 1980 モスクワ         | ソビエト連邦                                                                                          | ポーランド                                                                                               | メキシコ |
| 1984 ロサンゼルス     | アメリカ合衆国                                                                                        | イギリス                                                                                                 | 西ドイツ |
| 1988 ソウル           | 西ドイツ                                                                                              | アメリカ合衆国                                                                                           | フランス |
| 1992 バルセロナ       | オランダ                                                                                              | オーストリア                                                                                             | フランス |
| 1996 アトランタ       | ドイツ フランケ・スルーターク ラルス・ニーベルク ウルリヒ・キルヒホッフ ルドガー・ベールバウム        | アメリカ合衆国 ピーター・レオン レルリー・バー-ハワード アン・カーシンスキー マイケル・マッツ            | ブラジル ルイス・アセベド アルバロ・ミランダ・ネト アンドレ・ジョハンペーター ロドリゴ・ペソア                                                 |
| 2000 シドニー         | ドイツ ルドガー・ベールバウム ラルス・ニーベルク マルクス・エーニング オットー・ベッカー              | スイス マルクス・フックス ベアト・マンドリー レスリー・マクノート ウィリー・メリンガー                   | ブラジル ロドリゴ・ペソア ルイス・フェリペ・デ・アセベド アルバロ・ミランダ・ネト アンドレ・ジョハンペーター                                   |
| 2004 アテネ           | ドイツ ルドガー・ベールバウム マルコ・クッシャー オットー・ベッカー クリスチャン・アールマン          | アメリカ合衆国 クリス・カプラー ビージー・マデン＝パットン マクレーン・ワード ピーター・ウィルド         | スウェーデン ペダー・フレデリクソン ロルフ＝ヨーラン・ベントソン ペター・エリクソン マリン・バーヤート                                         |
| 2008 北京             | アメリカ合衆国 マクレーン・ワード ローラ・クロート ウィル・シンプソン ビージー・マッデン              | カナダ ジル・ヘンゼルウッド エリック・ラメーズ イアン・ミラー マック・コーン                             | スイス クリスティーナ・リーブヘル ピウス・シュヴァイツァ ニクラウス・シュールテンベルガー スティーブ・ゲルダット                               |
| 2012 ロンドン         | イギリス ニック・スケルトン ベン・マーハー スコット・ブラッシュ ピーター・チャールズ                  | オランダ ユル・フライリンフ マイケル・ファン・デル・フルーテン マルク・ハウトザハー ヘルコ・シュローダー | サウジアラビア アブドゥッラー・ビン・ムタイブ・アール・サウード カマル・バハムダン ラムジ・アル・ドゥハミ アブドゥラ・ワリード・シャーバトリー |
| 2016 リオデジャネイロ | フランス フィリップ・ロジエ ケヴィン・ストゥート ロジェ＝イヴ・ボスト ペネロペ・ルプレヴォス          | アメリカ合衆国 ケント・ファーリントン ルーシー・デイビス マクレイン・ワード ビージー・マッデン           | ドイツ クリスチャン・アールマン メレディス・マイケルズ・ベアーバウム ダニエル・ドイサー ルドガー・ベールバウム                                 |
| 2020 東京             | スウェーデン (SWE) マリン・バーヤート＝ヨンソン ペデル・フレドリクソン ヘンリク・フォン・エチェルマン | アメリカ合衆国 (USA) ローラ・クロート ジェシカ・スプリングスティーン マクレーン・ウォード                | ベルギー (BEL) ピーター・デフォス ジェローム・ゲリー グレゴリー・ワトヘルト                                                                    |

### 総合馬術個人
| 大会名                | 金                                                                | 銀                                                 | 銅                                              |
| --------------------- | ----------------------------------------------------------------- | -------------------------------------------------- | ----------------------------------------------- |
| 1912 ストックホルム   | アクセル・ノルドランデル スウェーデン (SWE)                       | フリードリッヒ・フォン・ロコー ドイツ (GER)        | ジャン・キャリオー フランス (FRA)               |
| 1920 アントワープ     | ヘルメル・モルネル スウェーデン (SWE)                             | オーゲ・ルンドシュトルム スウェーデン (SWE)        | エトール・カファラッチ イタリア (ITA)           |
| 1924 パリ             | アドルフ・ファン・デル・ブート・ファン・ジップ オランダ (NED)     | フローデ・キルケビェルグ デンマーク (DEN)          | スローン・ドーク アメリカ合衆国 (USA)           |
| 1928 アムステルダム   | チャールズ・パフ・ド・モルタンジュ オランダ (NED)                 | ジェラール・ド・クリュフ オランダ (NED)            | ブルーノ・ノイマン ドイツ (GER)                 |
| 1932 ロサンゼルス     | チャールズ・パフ・ド・モルタンジュ オランダ (NED)                 | アール・フォスター・トムソン アメリカ合衆国 (USA)  | クラレンス・フォン・ロッセン スウェーデン (SWE) |
| 1936 ベルリン         | ルートビヒ・シュタベンドルフ ドイツ (GER)                         | アール・フォスター・トムソン アメリカ合衆国 (USA)  | ハンス・マチーセン=ルンディン デンマーク (DEN)  |
| 1948 ロンドン         | ベルナール・シュヴァリエ フランス (FRA)                           | フランク・ヘンリー アメリカ合衆国 (USA)            | ロベール・セルフェ スウェーデン (SWE)           |
| 1952 ヘルシンキ       | ハンス・フォン・ブリクセン=フィネッケ,ジュニア スウェーデン (SWE) | ガイ・ルフラン フランス (FRA)                      | ヴィルヘルム・ビューシン 西ドイツ (FRG)         |
| 1956 メルボルン       | ペトルス・カシュテンマン スウェーデン (SWE)                       | アウグスト・ルクテ=ベステース 東西統一ドイツ (EUA) | フランシス・ウェルダン イギリス (GBR)           |
| 1960 ローマ           | ローレンス・モーガン オーストラリア (AUS)                         | ニール・レーヴィス オーストラリア (AUS)            | アントン・ビューラー スイス (SUI)               |
| 1964 東京             | マウロ・チェッコリ イタリア (ITA)                                 | カルロス・モラトリオ アルゼンチン (ARG)            | フリッツ・リゲス 東西統一ドイツ (EUA)           |
| 1968 メキシコシティ   | ジャン＝ジャック・ギュイヨン フランス (FRA)                       | デレク・アルーセン イギリス (GBR)                  | マイケル・ペイジ アメリカ合衆国 (USA)           |
| 1972 ミュンヘン       | リチャード・ミード イギリス (GBR)                                 | アレッサンドロ・アルジェントン イタリア (ITA)      | ヤン・イェンソン スウェーデン (SWE)             |
| 1976 モントリオール   | エドムンド・コフィン アメリカ合衆国 (USA)                         | マイケル・プラム アメリカ合衆国 (USA)              | カール・シュルツ 西ドイツ (FRG)                 |
| 1980 モスクワ         | フェデリコ・ローマン イタリア (ITA)                               | アレクサンドル・ブリノフ ソビエト連邦 (URS)        | ユーリ・サルニコフ ソビエト連邦 (URS)           |
| 1984 ロサンゼルス     | マーク・トッド ニュージーランド (NZL)                             | カレン・スタイブス アメリカ合衆国 (USA)            | バージニア・ホルゲート イギリス (GBR)           |
| 1988 ソウル           | マーク・トッド ニュージーランド (NZL)                             | イアン・スターク イギリス (GBR)                    | バージニア・レング イギリス (GBR)               |
| 1992 バルセロナ       | マシュー・ライアン オーストラリア (AUS)                           | ヘルベルト・ブレッカー ドイツ (GER)                | ブライト・テイト ニュージーランド (NZL)         |
| 1996 アトランタ       | ブライト・テイト ニュージーランド (NZL)                           | サリー・クラーク ニュージーランド (NZL)            | ケリー・ミリキン アメリカ合衆国 (USA)           |
| 2000 シドニー         | デビッド・オコーナー アメリカ合衆国 (USA)                         | アンドリュー・ホイ オーストラリア (AUS)            | マーク・トッド ニュージーランド (NZL)           |
| 2004 アテネ           | レスリー・ロー イギリス (GBR)                                     | キンバリー・セバーソン アメリカ合衆国 (USA)        | フィリッパ・ファンネル イギリス (GBR)           |
| 2008 北京             | ヒンリッヒ・ロマイケ ドイツ (GER)                                 | ジーナ・マイルズ アメリカ合衆国 (USA)              | クリスティナ・クック イギリス (GBR)             |
| 2012 ロンドン         | ミヒャエル・ユング ドイツ (GER)                                   | サラ・アルゴットソン スウェーデン (SWE)            | サンドラ・アウファルト ドイツ (GER)             |
| 2016 リオデジャネイロ | ミヒャエル・ユング ドイツ (GER)                                   | アスティ・ニコラ フランス (FRA)                    | フィリップ・ダットン アメリカ合衆国 (USA)       |
| 2020 東京             | ユリア・クライェフスキー ドイツ (GER)                             | トム・マクウェン イギリス (GBR)                    | アンドリュー・ホイ オーストラリア (AUS)         |

### 総合馬術団体
| 大会名                | 金 | 銀 | 銅 |
| --------------------- | --- | --- | --- |
| 1912 ストックホルム   | スウェーデン | ドイツ | アメリカ合衆国 |
| 1920 アントワープ     | スウェーデン | イタリア | ベルギー |
| 1924 パリ             | オランダ | スウェーデン | イタリア |
| 1928 アムステルダム   | オランダ | ノルウェー | ポーランド |
| 1932 ロサンゼルス     | アメリカ合衆国 | オランダ | |
| 1936 ベルリン         | ドイツ | ポーランド | イギリス |
| 1948 ロンドン         | アメリカ合衆国 | スウェーデン | メキシコ |
| 1952 ヘルシンキ       | スウェーデン | 西ドイツ | アメリカ合衆国 |
| 1956 メルボルン       | イギリス | 東西統一ドイツ | カナダ |
| 1960 ローマ           | オーストラリア | スイス | フランス |
| 1964 東京             | イタリア | アメリカ合衆国 | 東西統一ドイツ |
| 1968 メキシコシティ   | イギリス | アメリカ合衆国 | オーストラリア |
| 1972 ミュンヘン       | イギリス | アメリカ合衆国 | 西ドイツ |
| 1976 モントリオール   | アメリカ合衆国 | 西ドイツ | オーストラリア |
| 1980 モスクワ         | ソビエト連邦 | イタリア | メキシコ |
| 1984 ロサンゼルス     | アメリカ合衆国 | イギリス | 西ドイツ |
| 1988 ソウル           | 西ドイツ | イギリス | ニュージーランド |
| 1992 バルセロナ       | オーストラリア | ニュージーランド | ドイツ |
| 1996 アトランタ       | オーストラリア ウェンディ・シェーファー ジリアン・ロルトン アンドリュー・ホイ フィリップ・ダットン                      | アメリカ合衆国 カレン・オコーナー デビッド・オコーナー ブルース・デビッドソン ジル・ヘンネバーグ                        | ニュージーランド ブリス・テイト アンドリュー・ニコルソン ボーン・ジェフェリス ビクトリア・ラッタ                        |
| 2000 シドニー         | オーストラリア フィリップ・ダットン アンドリュー・ホイ スチュワート・ティニー マシュー・ライアン                        | イギリス イアン・スターク ジャネット・ブレイクウェル ピッパ・ファンネル                                                 | アメリカ合衆国 ニーナ・ファウト カレン・オコーナー デビッド・オコーナー                                                 |
| 2004 アテネ           | フランス アルノー・ボワトー ジャン・トーレル ニコラ・トゥザン ディディエ・クレージュ セドリック・リアール               | イギリス レスリー・ロー フィリッパ・ファンネル ウィリアム・フォックス＝ピット マリー・キング ジャネット・ブレークウェル | アメリカ合衆国 ジョン・ウィリアムズ キンバリー・セバーソン ダレン・チアッチャ エイミー・タイロン ジュリー・リチャーズ   |
| 2008 北京             | ドイツ ヒンリッヒ・ロマイケ イングリッド・クリムケ アンドレアス・ディボウスキー フランク・エストルト ペーター・トムセン | オーストラリア メガン・ジョーンズ クレイトン・フレデリクス ソニア・ジョンソン ルシンダ・フレデリクス シェーン・ローズ   | イギリス クリスティナ・クック メアリー・キング ウィリアム・フォックス＝ピット デイジー・ディック シャロン・ハント       |
| 2012 ロンドン         | ドイツ ペーター・トムセン ディルク・シュラデ サンドラ・アウファルト ミヒャエル・ユング イングリッド・クリムケ           | イギリス ウィリアム・フォックスピット ニコラ・ウィルソン ザラ・フィリップス メアリー・キング クリスティナ・クック       | ニュージーランド ジョネル・リチャーズ カロライン・パウエル ジョナサン・パジェット アンドルー・ニコルソン マーク・トッド |
| 2016 リオデジャネイロ | フランス カリム・フローラン・ラグワァグッツ ティボー・ヴァレット マチュー・ルモワーヌ アスティ・ニコラ                  | ドイツ ユリア・クライエフスキー サンドラ・アウファルト イングリッド・クリムケ ミヒャエル・ユング                        | オーストラリア シェーン・ローズ スチュワート・ティニー サム・グリフィス クリストファー・バートン                        |
| 2020 東京             | イギリス (GBR) トム・マクウェン ローラ・コレット オリバー・タウネンド                                                   | オーストラリア (AUS) ケビン・マクナブ シェーン・ローズ アンドリュー・ホイ                                               | フランス (FRA) ニコラ・トゥゼン カリム・フローラン・ラグア クリストフェー・シクス                                       |

## 現在は採用されていない種目

### ハイジャンプ
| 大会名    | 金                                                    | 銀         | 銅                                          |
| --------- | ----------------------------------------------------- | ---------- | ------------------------------------------- |
| 1900 パリ | ドミニク・マクシミリアン・ギャルデレ フランス (FRA)   | 該当者なし | ゲオルグ・ヴァン・デ・ポール ベルギー (BEL) |
| 1900 パリ | ジョヴァンニ・ジョルジオ・トリッシーノ イタリア (ITA) | 該当者なし | ゲオルグ・ヴァン・デ・ポール ベルギー (BEL) |

### ロングジャンプ
| 大会名    | 金                                                  | 銀                                                    | 銅                              |
| --------- | --------------------------------------------------- | ----------------------------------------------------- | ------------------------------- |
| 1900 パリ | コンスタント・ヴァン・ランゲンドンク ベルギー (BEL) | ジョヴァンニ・ジョルジオ・トリッシーノ イタリア (ITA) | ド・ブルギャルド フランス (FRA) |

### 軽乗個人
| 大会名            | 金                                  | 銀                      | 銅                            |
| ----------------- | ----------------------------------- | ----------------------- | ----------------------------- |
| 1920 アントワープ | ダニエル・ブッカール ベルギー (BEL) | フィエル フランス (FRA) | ルイス・フィネ ベルギー (BEL) |

### 軽乗団体
| 大会名            | 金       | 銀       | 銅           |
| ----------------- | -------- | -------- | ------------ |
| 1920 アントワープ | ベルギー | フランス | スウェーデン |